# Nationaal park Tesso Nilo
Nationaal park Tesso Nilo is een park in Indonesië. Het park ligt in de provincie Riau op het eiland Sumatra. In 2004 werd het park erkend als Nationaal Park.